# Bódhiszattva
A buddhizmusban a bódhiszattva  (szanszkrit: बोधिसत्त्व bódhiszattva; páli: बोधिसत्त bódhiszatta) vagy egy megvilágosodott (bódhi) lét (szattva) vagy egy megvilágosodott személy vagy a szanszkrit helyesírás szerint véve (satva) "hős tudatú (szatva) a megvilágosodásért (bódhi)". Találkozhatunk még magyarul a világosságra törő vagy a megvilágosodott lény kifejezésekkel. A théraváda buddhizmusban ez a cím elsősorban Gautama Buddhát takarta még mielőtt megvilágosodott volna. A mahájána buddhizmusban bővebb jelentéssel bír. Ide tartoznak azok, akik minden érző lény üdvéért világosodnak meg, és saját szellemi erejükkel másokat is a megvilágosodáshoz vezetnek. Az ilyen bódhiszattva nem távozik a nirvána állapotába, hanem halála után a Tusita-mennyben várakozik, míg minden lény el nem éri a megvilágosodás állapotát. A nem mahájána iskolák csupán 2 bódhiszattvát ismertek el (Gautama Sziddhártha és Maitréja, a jövőbeli buddha).
A bódhiszattva a buddhista művészet egyik népszerű tárgya.

## A bódhiszattva ösvény
A bódhiszattva ösvény a minden érző lény javára megvilágosodás érdekében gyakorló személy hosszú és fáradalmas gyakorlására vonatkozik, amely során állandóan a "hat tökéletességet" (páramitá) fejleszti ki. Ezek :
- adakozás (dána),
- erkölcsiség (síla),
- kitartás (vírja),
- türelem (ksánti),
- meditáció, (lásd még: szamádhi),
- bölcsesség (pradnyá).

Az első öt gyakorlásából gyűlik össze a "punja-szambhára" (érdem felhalmozása) készlet, az utolsóból pedig a dhjána-szambhára (tudás felhalmozása) halom. Egyes hagyományok az első hat tökéletességhez további négyet hozzátesznek, amelyek az ügyes módszer (bhúmi), a buddhaság elérésére tett fogadalom (pranidhána), az erő (bala) és a tudás (dhjána). Az összesen tíz szintű gyakorlatot bhúminak nevezik. A szintek nevei sorrendben a következők: örömteli, szeplőtlen, ragyogó, sugárzó, nehezen meghódítható, szemben álló, messzire jutó, megingathatatlan, éles értelmű és dharma fellege. A bódhiszattva a tizedik szint után éri el a buddhaságot.

## Galéria

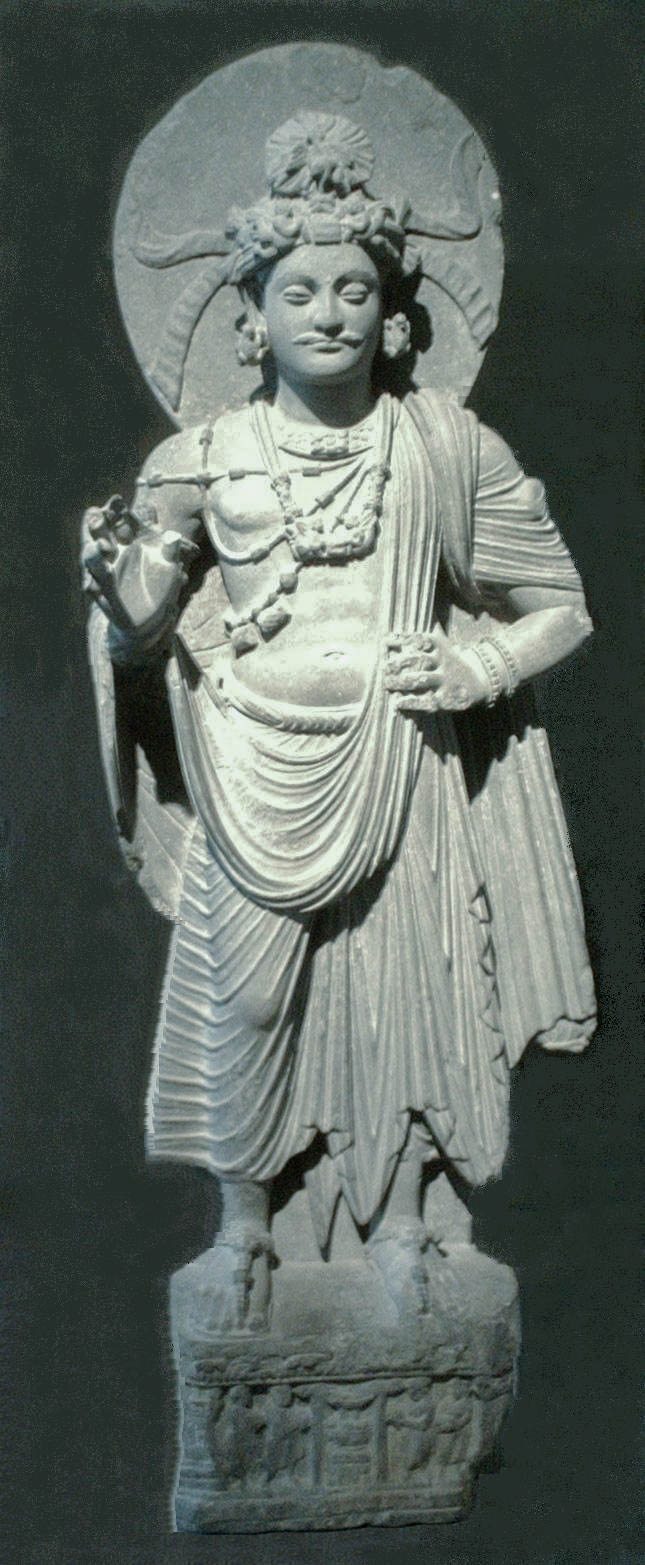
Álló bódhiszattva. Gandhára, 2-3. század.
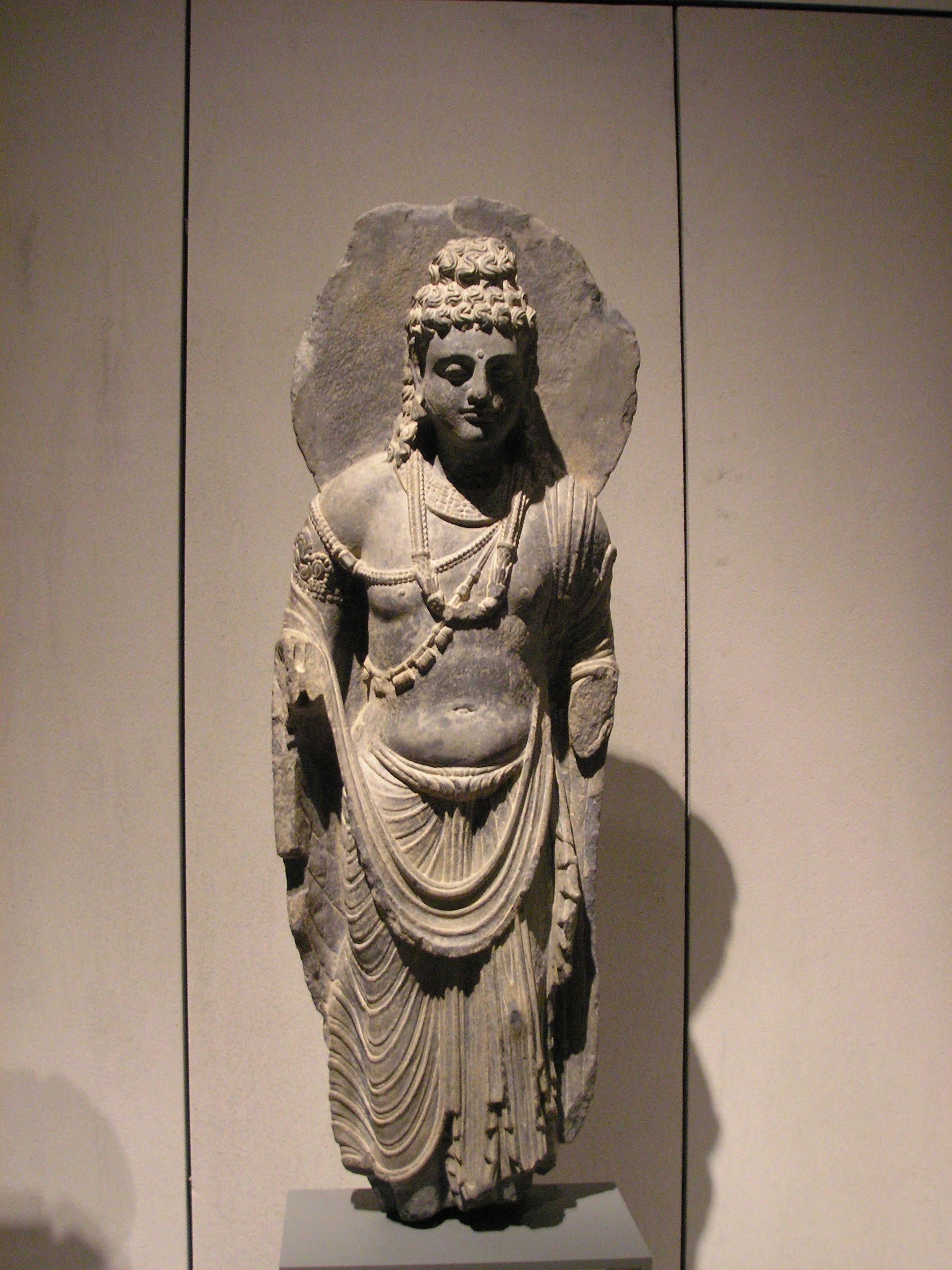
Álló bódhiszattva. Gandhára, 2-3. század.
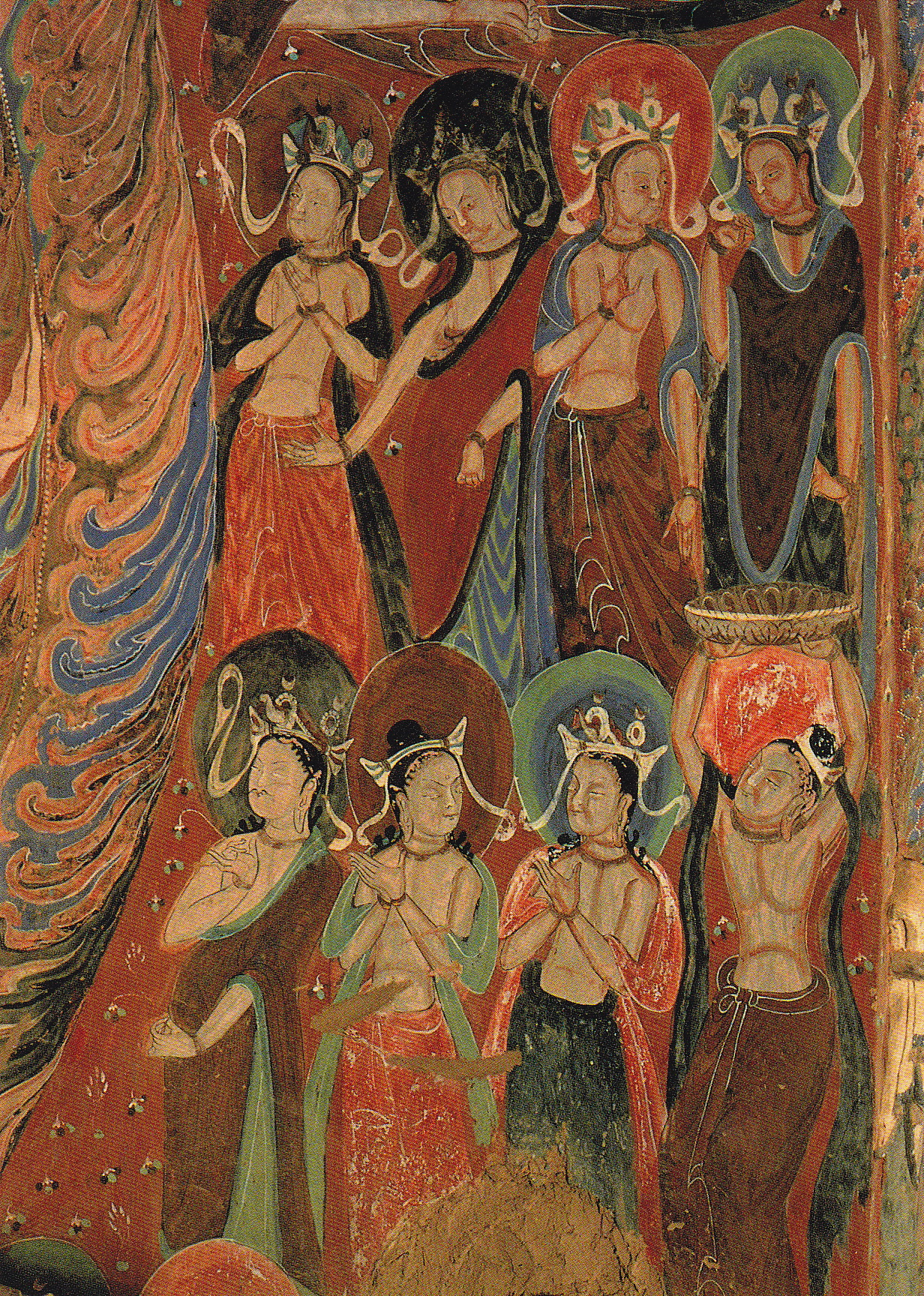
Bódhiszattvák gyülekezete. Kína, 6. század.
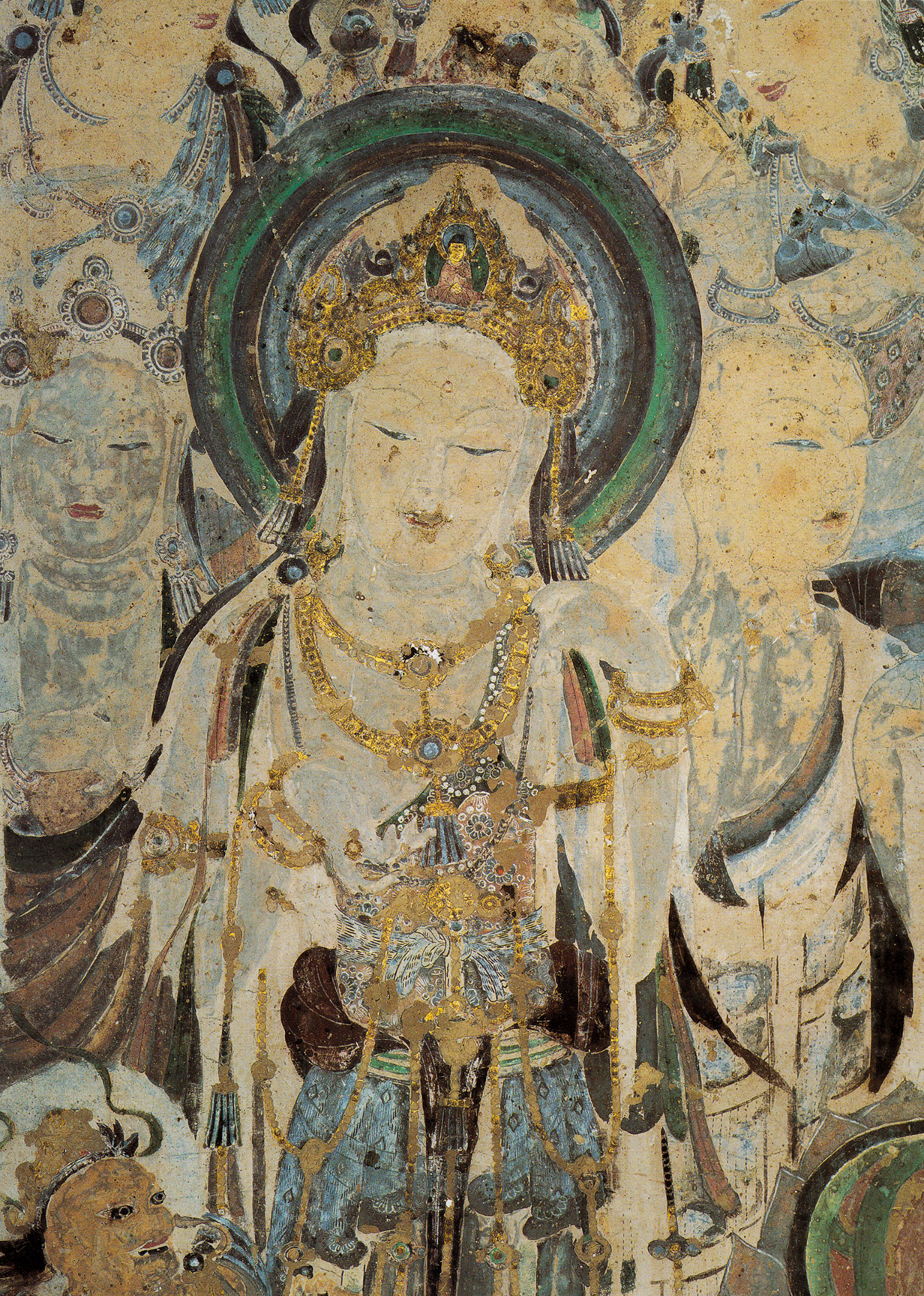
Bódhiszattva freskó. Kína, Tang-dinasztia.
Ákásagarbha bódhiszattva. Japán, 9. század.
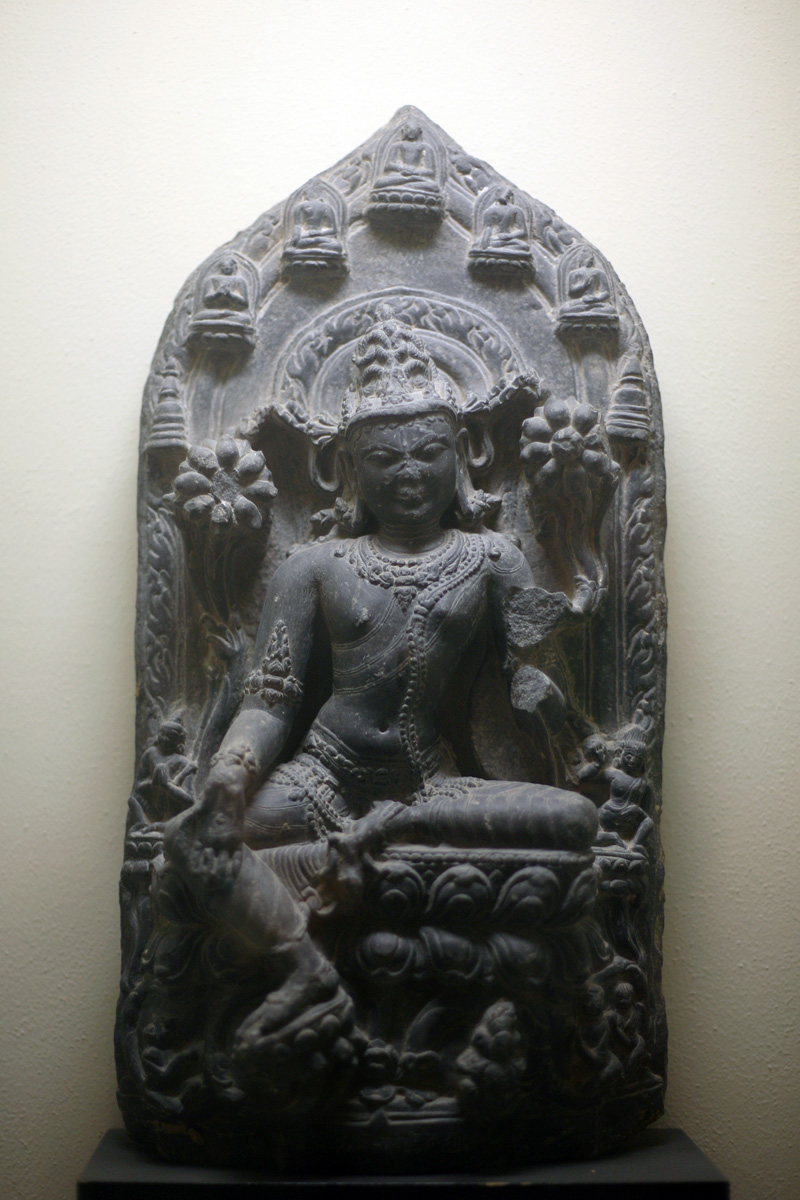
Avalókitésvara bódhiszattva. India, 11-12 század.
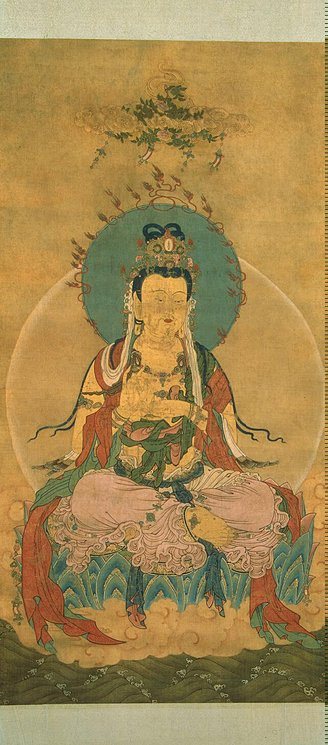
Mahászthámaprápta bódhiszattva, Kína, 13. század.
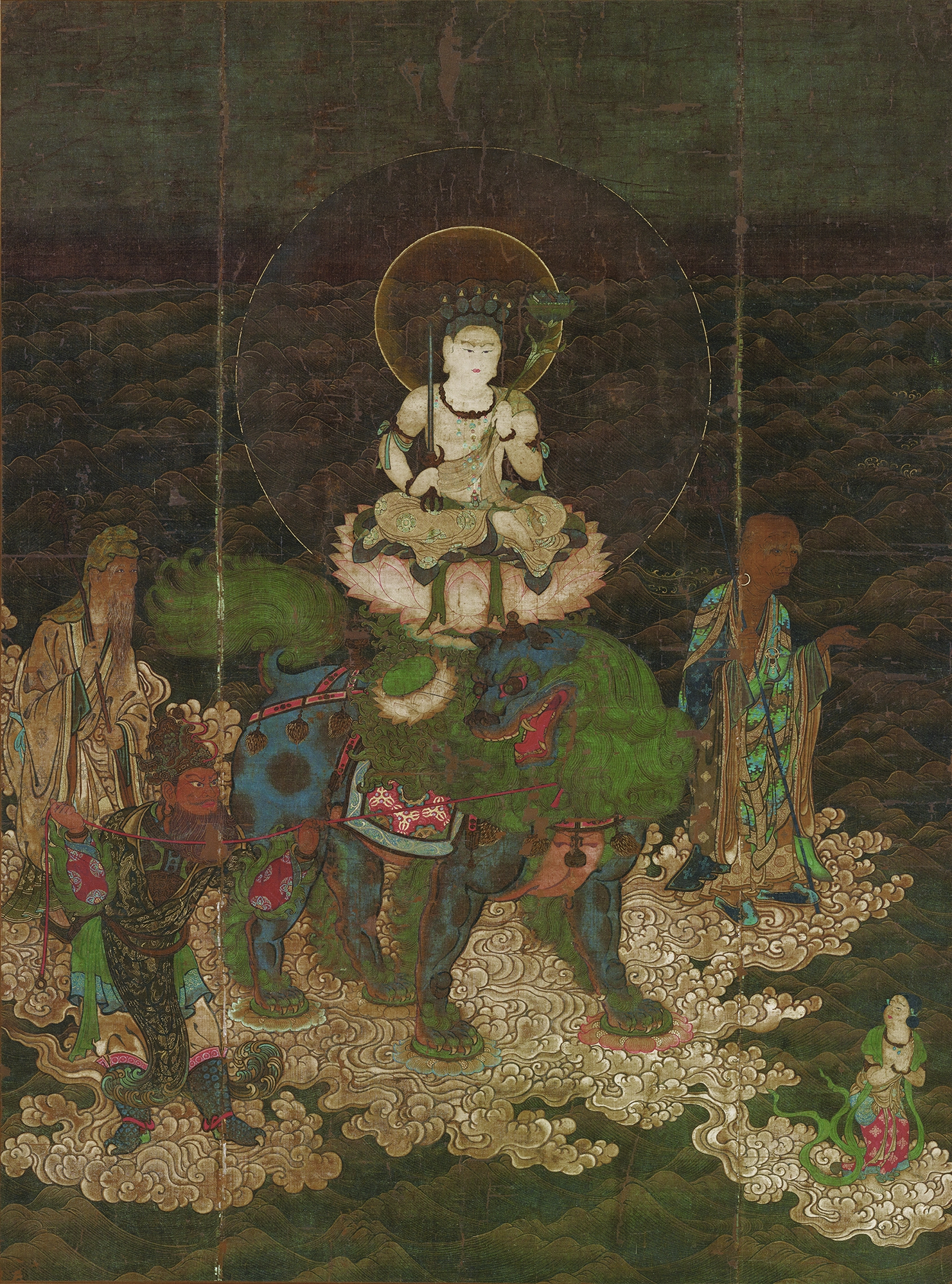
Mandzsusrí bohiszattva átkel a tengeren, Japán, 14. század.
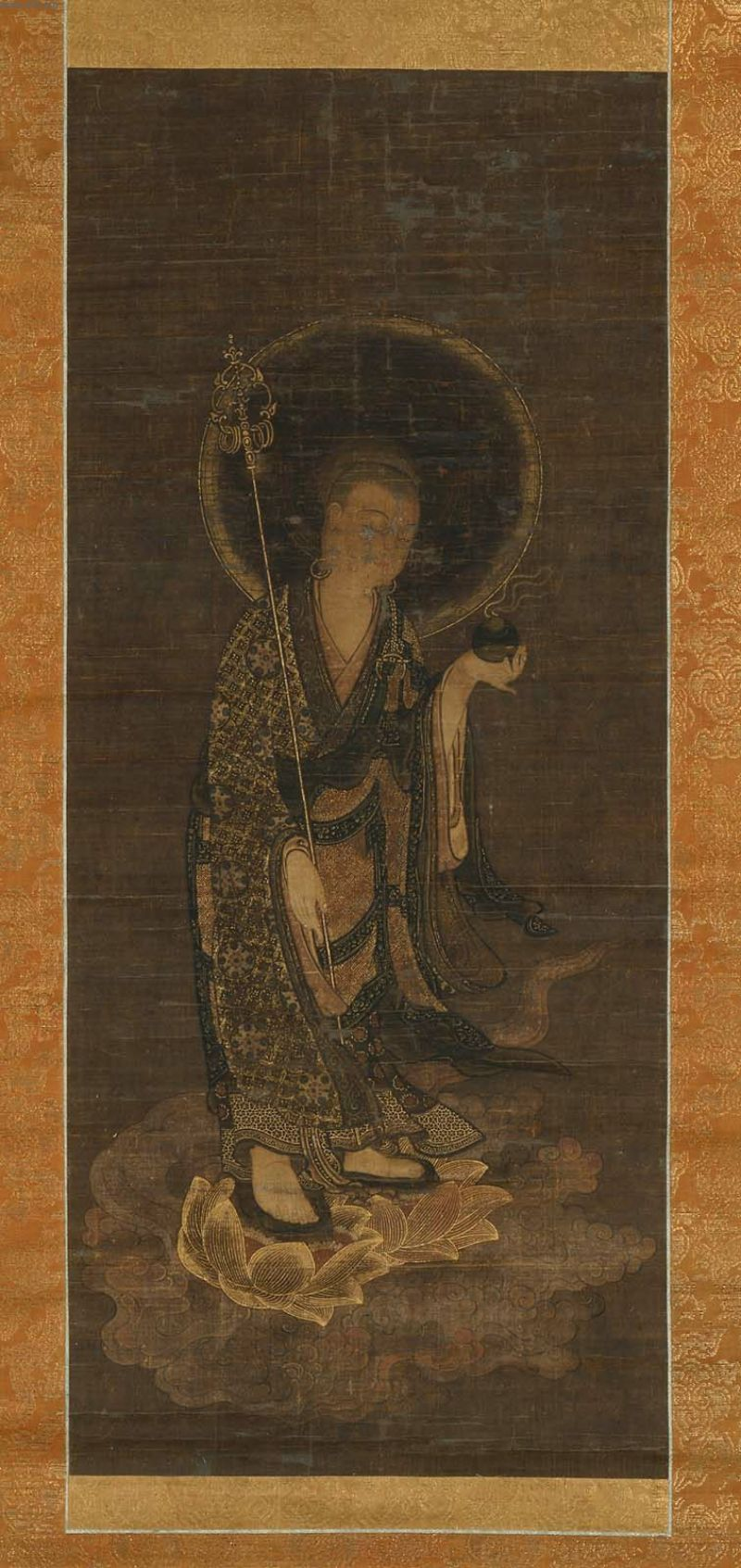
Ksitigarbha bódhiszattva, Japán, 15. század.
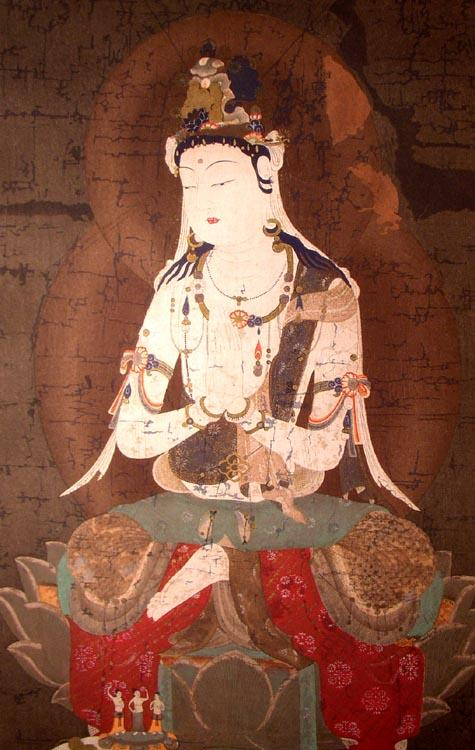
Szamantabhadra bódhiszattva, Japán.
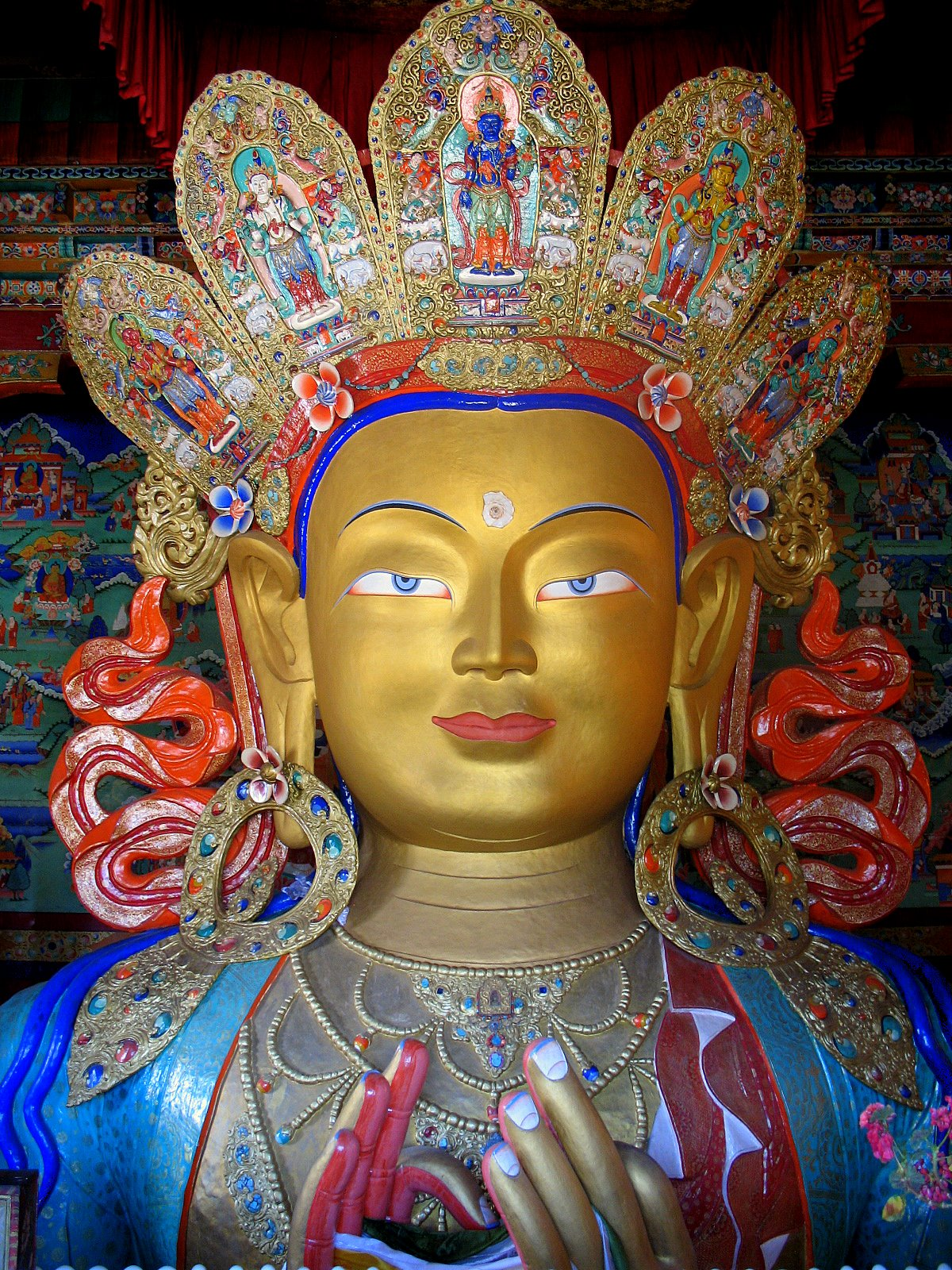
Maitréja bódhiszattva, Tibet.
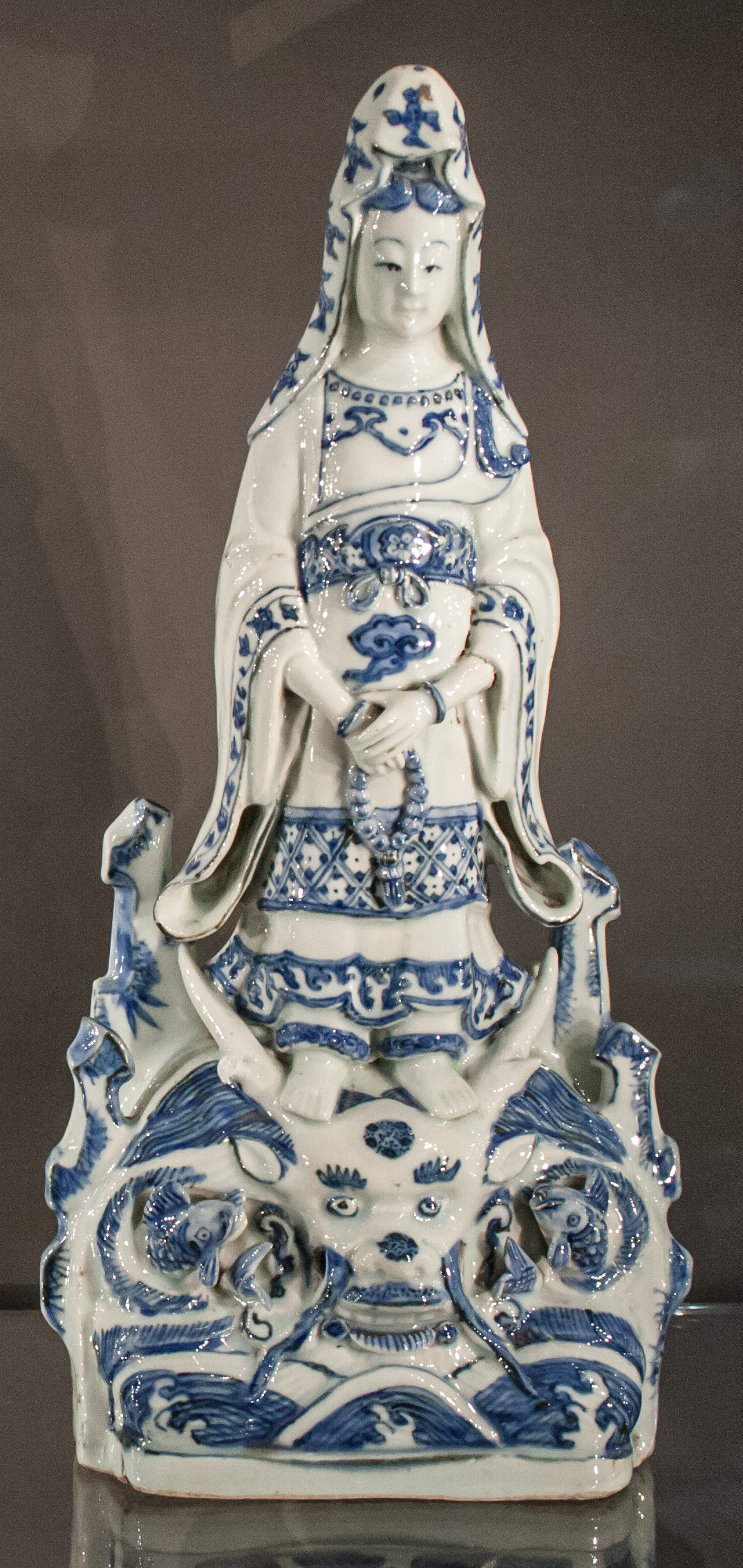
Kínai porcelán bódhiszattva a Ming-dinasztia korából